# 1652
1652 (MDCLII) je bilo prestopno leto, ki se je po gregorijanskem koledarju začelo na ponedeljek, po 10 dni počasnejšem julijanskem koledarju pa na četrtek.

## Dogodki
- ustanovljena nizozemska Kapska kolonija.

## Rojstva
- 8. januar - Wilhelm Homberg († 1715)
- 7. januar - Pavao Ritter Vitezović, hrvaški zgodovinar († 1713)
- 7. april - papež Klemen XII. († 1740)
- 25. april - Giovanni Battista Foggini, italijanski baročni slikar († 1737)